# 王暁暉
王 暁暉（おう ぎょうき、1962年8月 - ）は、中華人民共和国の官僚、政治家。現職は中国共産党四川省委員会書記。第19期中国共産党中央委員会委員、同党の19大代表。

## 経歴
1962年8月、吉林省長嶺県で生まれる。1986年、吉林大学法学院を卒業。
卒業後に中国共産党中央宣伝部へ入部した。以後、中央宣伝部宣伝教育局副処長、処長、補佐巡視員、政策法規研究室副主任、輿情情報局局長、副秘書長兼理論局局長を歴任した。2009年07月、副部長に昇格。2014年1月には中国共産党中央政策研究室副主任を兼務する。2018年1月には中央精神文明建設指導委員会弁公室主任、国家電影局局長を兼任する。
2022年4月、党務に転じて四川省に赴任し、中国共産党四川省委員会書記に就任した。